# Ordre national de la Croix du Sud
Pour les articles homonymes, voir Croix du Sud (homonymie).
Ne doit pas être confondu avec Ordre impérial de la Croix du Sud.
L’ordre national de la Croix du Sud (en portugais : Ordem Nacional do Cruzeiro do Sul) est un ordre honorifique brésilien. Il s’agit d'une des décorations honorifiques les plus prestigieuses du Brésil.
Instauré sous le nom d'ordre impérial de la Croix du Sud le 1er décembre 1822 par l'empereur Pierre Ier, il est supprimé par décret le 24 février 1891 lors de la proclamation de la république au Brésil. L'ordre est ensuite rétabli sous son nom actuel par le président Getúlio Vargas le 5 décembre 1932, et est maintenant principalement attribué dans le cadre des relations diplomatiques du gouvernement brésilien.
Le nom de l'ordre fait référence à l'emplacement du pays, situé sous la constellation de la Croix du Sud, ainsi qu'à l'appellation initiale du Brésil par les explorateurs européens : Terra de Santa Cruz (« Terre de la Sainte Croix »).

## Grades
L’ordre compte six grades. Par ordre croissant d'importance :
- Chevalier ;
- Officier ;
- Commandeur ;
- Grand officier ;
- Grand-croix ;
- Grand collier.

| Chevalier      | Officier    | Commandeur    |
| -------------- | ----------- | ------------- |
|                |             |               |
| Grand officier | Grand-croix | Grand collier |
|                |             |               |

## Récipiendaires

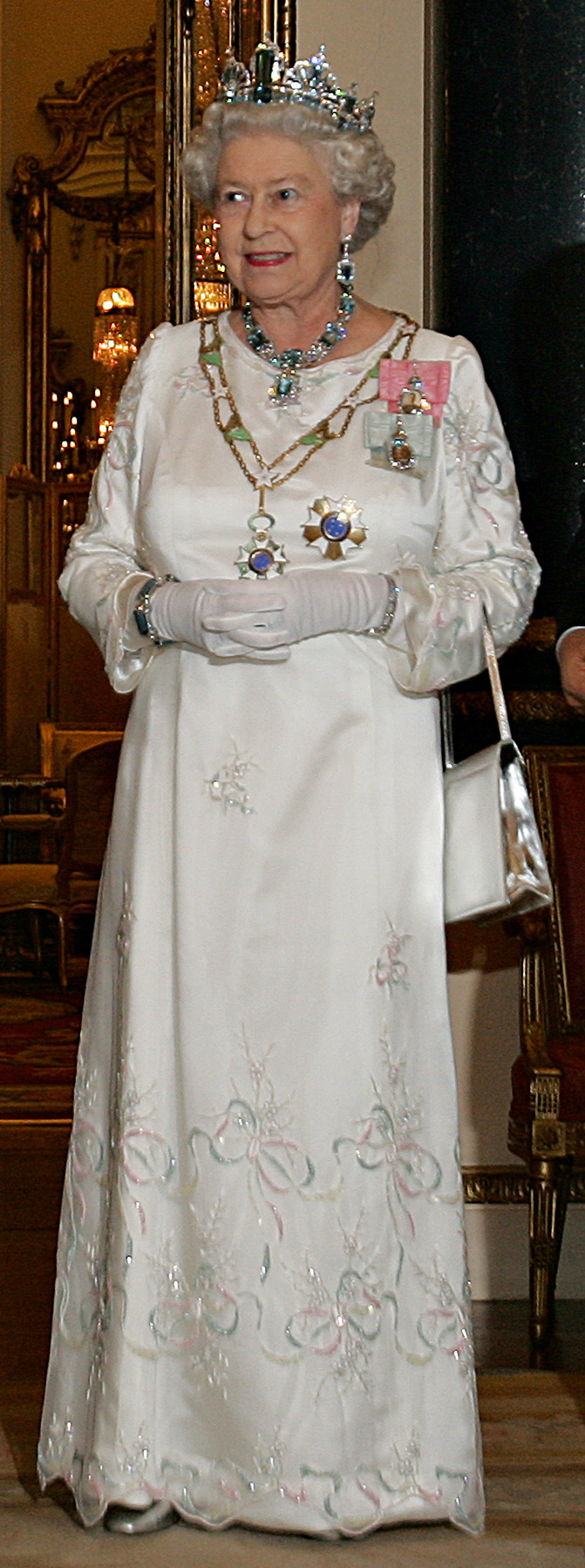
Élisabeth II portant le collier et la plaque de l’ordre de la Croix du Sud en 2006.

### Chevalier
- Maryse Bastié[2] (1937)

### Officier
- Pierre Clostermann (aviateur, écrivain, homme politique et constructeur aéronautique)
- Pierre Seghers (éditeur et poète français)
- Lucien Mehel ( maire de Saumur)

### Commandeur
- Jean d'Ormesson (académicien)
- Dominique Vian (en) (préfet)
- Claude Allègre, en tant que ministre
- Ismael Crespo[3] (politologue espagnol)
- Philippe Massoni, Préfet de Paris.
- Daisaku Ikeda, Président de la Soka Gakkai International

### Grand officier
- André Malraux
- Thierry Breton, en tant que ministre (2006)
- Serge Dassault, Sénateur (2009)
- Antoine Pouillieute, Ambassadeur de France au Brésil (2009)
- Philippe Lecourtier, Ambassadeur de France au Brésil (1996)
- Emmanuel Macron, en tant que secrétaire-général adjoint au cabinet du président de la République[4] (2012)
- Sergio Albarello, en tant que médecin chef de la Présidence de la République (2012)

### Grand-croix
- Baudouin de Belgique (1869-1891).
- Ernesto « Che » Guevara[5] (1961)
- Jacques Chirac, en tant que président de la République[réf. nécessaire]
- Alain Juppé, Premier Ministre (1996)
- René Monory, Président du Sénat
- Philippe Séguin, en tant que Président de l'Assemblée Nationale
- François Lefebvre de Laboulaye, en tant qu'ambassadeur de France au Brésil
- Vladimir Vassiliev (danseur russe) (2004)
- Bernard Kouchner, Ministre des Affaires Etrangères.
- Frédéric Mitterrand, Ministre de la Culture
- Hervé Morin, Ministre de la Défense (1996)
- Albert-Bernard Bongo, en tant que président de la République du Gabon (1975)

### Grand collier
- Élisabeth II (1968)

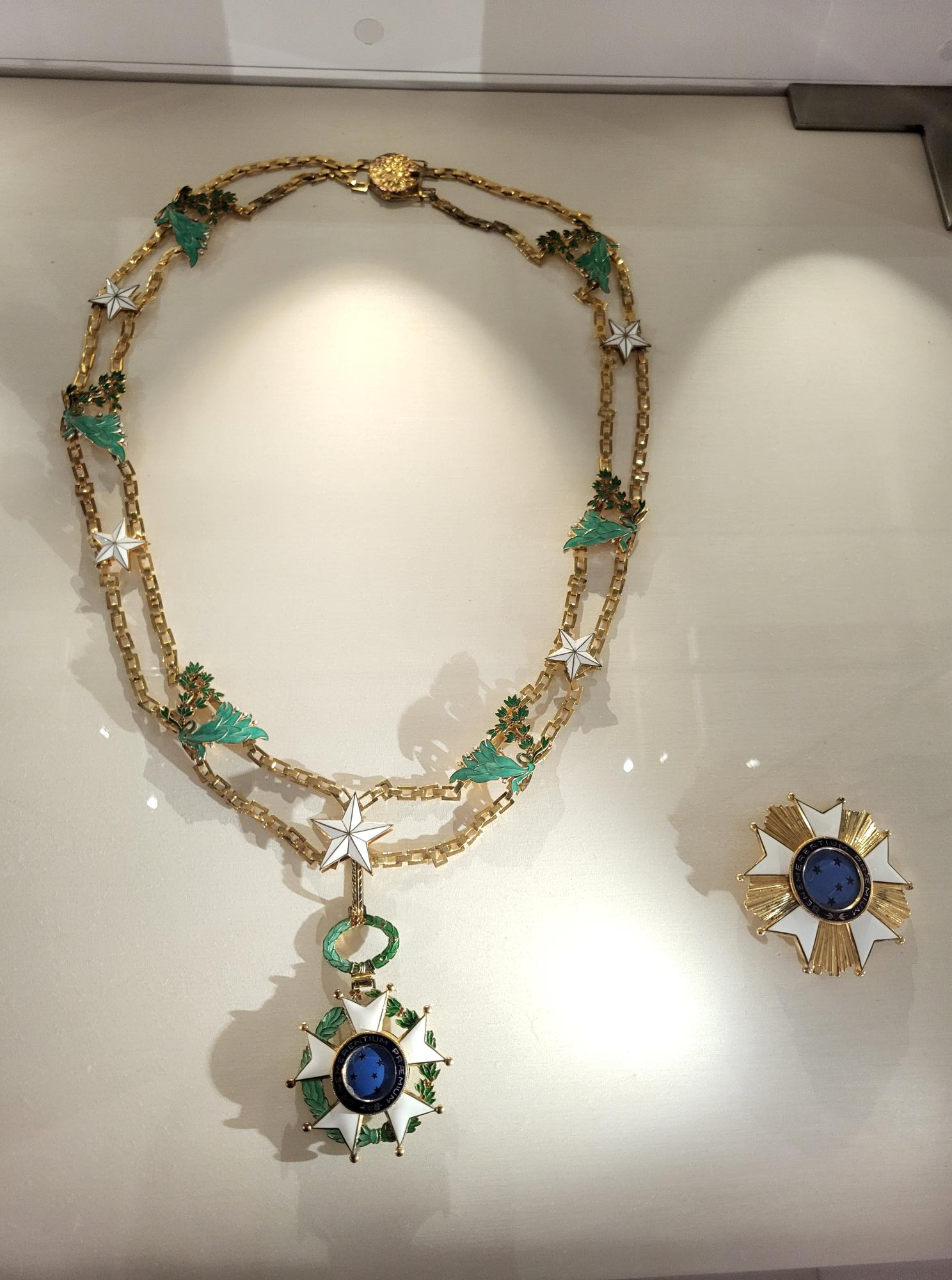
Grand Collier de l'Ordre national de la Croix du Sud

- Charles de Gaulle (Président de la République)
- Nicolas Sarkozy[6] (visite d’État, 2009)
- Charles XVI Gustave de Suède
- Aníbal Cavaco Silva (22 avril 2008)
- Mohammed VI
- Mohammad Reza Pahlavi (3 mai 1965)
- Bachar el-Assad (2010)
- François Hollande
- Emmanuel Macron[7] (visite d’État, 2024)